# Beaumont (Automobilhersteller)
Beaumont war ein französischer Hersteller von Automobilen.

## Unternehmensgeschichte
Das Unternehmen hatte seinen Firmensitz an der Avenue de la Grande Armée in Paris. 1913 begann die Produktion von Automobilen. Der Markenname lautete Beaumont. Im gleichen Jahr endete die Produktion bereits wieder.

## Fahrzeuge
Im Angebot standen die Modelle 10 CV mit 1724 cm³ Hubraum und 13,9 CV mit 2722 cm³ Hubraum. Beide Modelle waren mit Vierzylindermotoren ausgestattet.